# Hebecephalus hilaris
Hebecephalus hilaris är en insektsart som beskrevs av Beamer 1936. Hebecephalus hilaris ingår i släktet Hebecephalus och familjen dvärgstritar. Inga underarter finns listade i Catalogue of Life.